# Grand-Tack-Modell
Das Grand-Tack-Modell oder die Grand-Tack-Hypothese bietet eine mögliche Erklärung einiger Eigenschaften des Sonnensystems durch eine Annahme bezüglich seiner Entstehung.

## Namensherkunft
Tack bedeutet hier Wende im nautischen Sinn.

## Das Modell
Das innere Sonnensystem soll seine heutige Form bekommen haben durch die Wanderung des Jupiters in der protoplanetaren Gasscheibe, zunächst nach innen bis zum Grand Tack, der Großen Wende, bei etwa 1,5 AU und danach nach außen gemeinsam mit dem Saturn.
Die unerwartet geringe Masse des Mars und der anderen inneren Planeten sowie deren Abstände würden sich so recht natürlich ergeben.
Der Asteroidengürtel hätte sich während dieser Wanderung stark geleert und später „wiederbevölkert“; dies kann mit den heute sichtbaren Spektralklassen S und C in Zusammenhang gebracht werden.
Ebenso passt dies zur Herkunft des irdischen Wassers: Während große Teile der Erde sich aus wasserarmem Material, das vor Ort war, gebildet hätten, könnte sich wasserreiches Material von weit außen hineingemischt haben, welches von den großen Planeten über den Asteroidengürtel hinaus in die innere Region gestreut wurde.
Auch mit den späteren Wanderungen im Nizza-Modell ist das Modell verträglich.

## Rezeption
Der Begriff Grand Attack wurde in Zusammenhang mit dem möglicherweise statistisch ungewöhnlichen Fehlen größerer sonnennaher Planeten im Sonnensystem benutzt.